# Bierzmo Duże
Bierzmo Duże – część wsi Olimpia w Polsce, położona w województwie wielkopolskim, w powiecie tureckim, w gminie Brudzew, na północny zachód od Brudzewa oraz na wschód od Bierzma.
W latach 1975–1998 Bierzmo Duże administracyjnie należał do województwa konińskiego.